# 地理学の歴史
地理学の歴史（ちりがくのれきし、英語: History of geography）では、地理学の発展の歴史について解説する。

## 地理学の誕生
地理学の根本的な発想である「よその土地はどうなっているのか？」という疑問は、人類が未文明の状況から脱したときに既に必然的に生じえたものといえるが、文献的に確認できる地理学発祥の地は古代ギリシアである。地理学を意味するgeo（土地）graphia（記述）は、エラトステネスなど当時のアレキサンドリア学派によってつけられたと考えられているが、これもそのような他の土地を研究するという意味合いでつけられたものであった。地理学は、学問としては哲学に並ぶ人類最古の学問なのである。

## 古代ギリシア

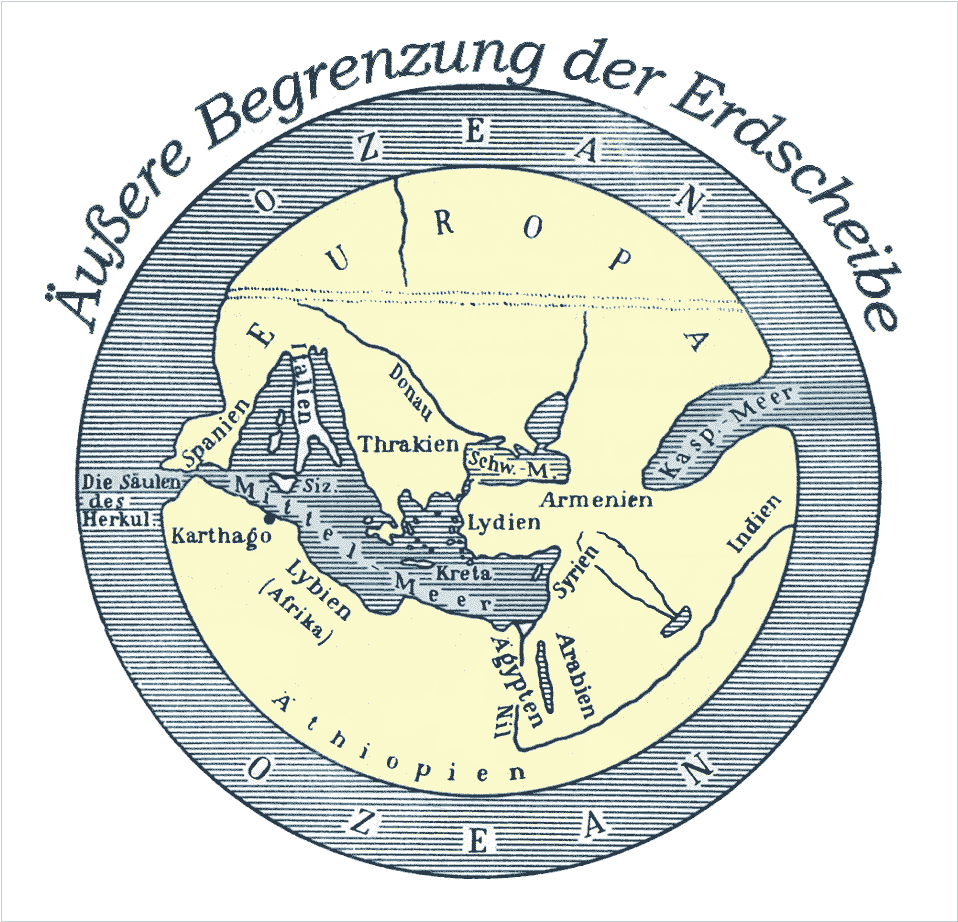
ヘカタイオスによって書かれたとされる世界地図。ヨーロッパ・地中海・アフリカ・アジアが描かれている（イメージは後年の再現図）。

文献で確認できる最初の地理学者は、ホメロスである。ホメロスは優れた詩人として有名であるが、ホメロスの詩は、遠い地域の様子や海の様子などを優れた文学的な感覚でもって表現している。しかし、これは現代から見た解釈であって、ホメロス自身はあくまで詩を作ったのであり、地理学者としての自覚はなかったと考えられる。最初に地理学者としての自覚を持ったのはヘカタイオスであると考えられている。彼は世界観の研究に大きな関心を示し、恐らくギリシア時代最初の地理書だろうと言われる『ペリエゲーシス』を著し、世界地図を描き、地球は円盤であると考えた。現代では彼は、地理学の父と呼ばれている。その弟子である歴史家・ヘロドトスも地理学上の実績を残した。遠くの異なった国の様子を記述し、エジプトからバビロニアまでの広い範囲の様子が記述されている。当時のギリシアでは、ヘロドドスの記述したのは歴史書だと見なされたであろうが、現代的視点からすれば、よその土地についての重要な記述書でもあり、地理学的な成果でもある。
このような地理学の流れは、現在では地誌学と呼ばれているものである。しかし地理学を考えた場合、もう一つの源流を考えなくてはならない。それは、地形や海洋あるいは地球そのものを見る自然科学（地球科学）としての地理学である。この源流も同じ古代ギリシアにある。現在では、一般地理学と呼ばれているものの源流である。古代ギリシアで地理学が興った時から、既にこの二つの流れ（地誌学と一般地理学）が並行して存在していたということには注視する必要がある。というのも、この二つの流れが長い間は互いに影響されず発展されてきたが、この二つの流れを一つに融合しようとした時、つまりその地域の様子（地誌学）と気候や地形などの自然環境（一般地理学）に互いに因果関係があるというのが発見された時、この時こそが現在我々が接している近代科学としての地理学が誕生した時に他ならないからである。その偉業に達した人物こそがフンボルトとリッターという二人の地理学者なのであるが、これは19世紀初頭まで待たなくてはならない（後述）。
地球科学としての地理学の源流は、ターレスなどに代表されるイオニアの自然哲学者たちのもとにある。既にこの頃から地球の大きさや、宇宙における地球の位置などが問題になっていた。彼らは既に、地球が球体であると考えていた。これは無論、地理学ではなく現代で言う天文学や地球物理学の源流でもあるが、当時は学問が未分化であったため、彼らの業績は後の地理学にも受け継がれていった。

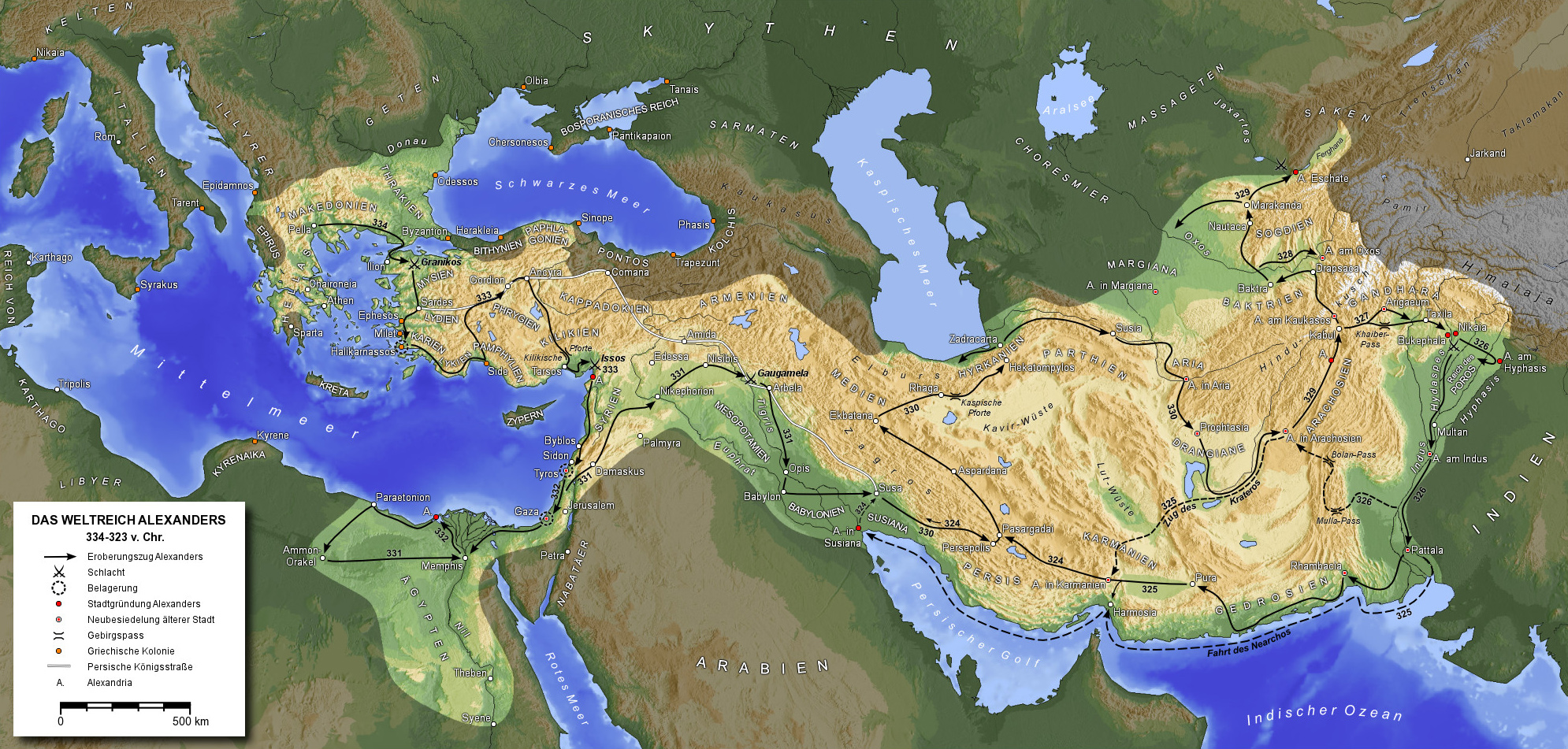
アレクサンドロス3世（大王）の東方遠征による勢力図。ギリシア人の世界観は東方へ広がった。

万学の祖である哲学者・アリストテレスや、当時としては驚くほど正確な値で地球の大きさを測定したエラトステネスなどの頃（紀元前4世紀〜紀元前2世紀）には、人々の関心の対象が海洋や気候、河川の起源や洪水の問題などにも広がっていった。この関心の拡大は、アレクサンドロス3世（大王）の東方遠征によるものが大きい。アレキサンドロス3世の東方遠征により彼らの世界観は遠くインドにまで広がった。しかし、これらの関心は、実際の観察と実験を行う技術がまだ存在せず、未知の部分を想像で補っていることが多かったため、正確さに問題があった。これを受けて以後の地理学者たちは、見知らぬ土地を推測することは避け、確実に知られている地域に関してだけ、正確な記述を試みる傾向にあった。この傾向は、次の古代ローマ時代でより顕著になった。

## 古代ローマ
この時代の地理学は、ストラボン、プトレマイオスに代表される。古代ローマ時代は古代ギリシアと比べ、より正確にかつ科学的に地理学を研究する姿勢が見られるようになる。ストラボンは『地理誌』を示し、民族の移動と社会制度に関する記述を残し、プトレマイオスは『地理学』で、当時の数学と天文学の成果を最大限に生かして、各地の地理的な位置を正確に把握した。彼らの残した業績は、その後中世まで影響を及ぼすことになった。

## 中世

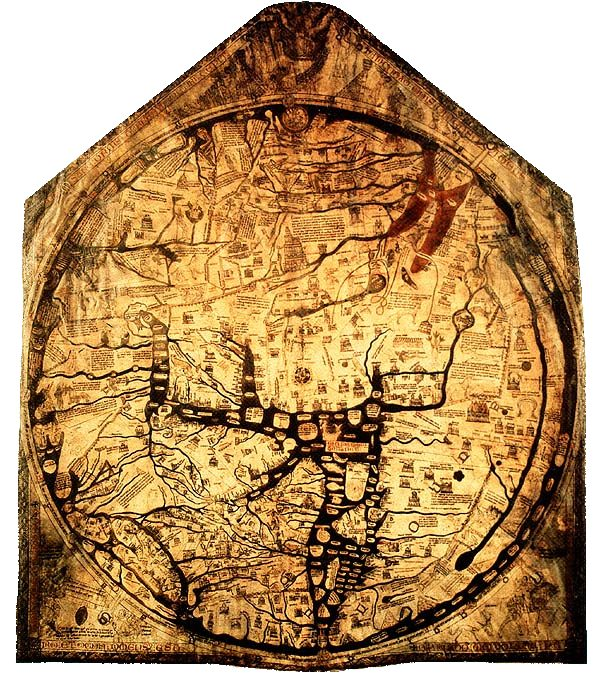
TO図の例（1300年頃の図）。イスラエルが中心に描かれている。

中世ヨーロッパは学問の面で暗黒の時代であったと現代ではみなされがちで、古代ギリシア人たちの地球球体説が忘れ去られて地球平面説に基づいたTO図が描かれもしたが、実際には西欧中世においても引き続き地球球体説が知識人たちにとっては常識であった。中世で見るべき業績を残したのは、多くの科学と同じようにキリスト教、ヨーロッパ文明下ではなく、イスラーム文明下においてである。イスラーム圏では、イブン＝バットゥータのような大旅行家が現れ、東部アフリカからロシア南部、さらには中国まで世界観が拡大し、歴史や社会制度といった地誌の記述が充実した。
また、天文表(zij)を各地域に適合させる過程で、重要地点の緯度や経度の評価が進んだ。例えば、プトレマイオスにおいては大幅に過大評価されていた、地中海の東西方向の大きさは、10-11世紀初頭までにはほぼ訂正された。ただし、こういった正確な計測がなされたのは、極めて少数の地点に限られていた。キブラ、すなわち礼拝のために聖地の方角を割り出す問題は、学問的には頻繁にとりあげられた。だが、一方、社会的には都市の建設時に定められたものなど、歴史的な経緯で定まったものを優先する場合が多かった。そして、様々な地図の投影法が工夫されたが、数理的な手法を用いない、簡略化された描写の地図が広く用いられた。ただし、サファビー朝統治下のイランにおいては、精巧な地図作成の伝統があった。

## マルコ・ポーロ
ルネサンスの前にヴェネチアの大旅行家、マルコ・ポーロにも触れなくてはならない。マルコ・ポーロはアジアの各地を歴訪し、元王朝に長らく仕えて「世界の記述」を残したといわれる。この著作は、ヨーロッパ人にそれまであまり知られていなかったアジアに対する見方を一変させ、彼らの描く地図にも進歩が認められるようになった。ただ学問への理論的な寄与は少なく、地理学的には、マルコ・ポーロは、ヨーロッパ人の世界観の拡大という業績しか残せていない。

## 大航海時代
ルネサンスは、それまで長く停滞していた地理学にも発展の兆しを与えることになった。ルネサンスの賜物ともいえる、後の大航海時代は、「地理上大発見の時代」とも呼ばれている。1492年から1522年にかけてコロンブス、ヴァスコ・ダ・ガマ、マゼランなど歴史上偉大な業績を残した航海者たちによって、当時最先端の航海術を用いて、それまでヨーロッパとアフリカ北部、アジアの限られたところしか知られていなかったヨーロッパ人の知識はこの数十年の間に世界中に達したのである。この世界観の劇的な拡大は地図にも、大変革をもたらした。メルカトルの名でよく知られているオランダ人の地図学者ゲルハルト・クレーマーがこの時期に現れ、いくつも投影法を示した。また、当時発明された印刷術により、それまで貴族たちの贅沢品でしかなかった地図の一般への普及も地図の発展に大きな意味合いを持っていた。また、この印刷術は古代ローマの地理学者・プトレマイオスの「地理書」の普及にも努めた。この書により、人々は数理的に、すなわち緯度・経度というもの有用性を認め、これに注意を向けながら地理的な位置を把握するということに努めた。このことも、この時代の地理上大発見を後押したともいえる。
この時代の地理の書物と言えばゼバスティアン・ミュンスターの「コスモグラフィア」（宇宙誌）である。これは、世界観の拡大によって可能となった、名の通りありとあらゆる地球と宇宙を含めた、世界を包括に記載するという試みで、（未だ天動説の時代であった）人々の関心を地理学にひき、いくつもの版を重ねるほどの盛況ぶりであった。また、地球の様子を総体的に把握できるようになり、それまでヨーロッパ人には信じられていなかった熱帯の存在も組み込まれるようになり、気候区分の試みも行われるようになっていった。
ミュンスターに限らず、このような地表と宇宙との関係までも一括して考察したコスモグラフィー的な著作がこの時代の地理の書物の特徴だが、当時の科学の未発達と、まだ確実とはいえない世界に対する知識も相まってやがて版を重ねると、物語のような誇大表現をするようになっていった。しかし、これらの著作がその後長いこと人々の地理の知識向上に貢献したことも事実である。
しかし「地理上の大発見」といわれたこの時代の地理学も、地理的視野の拡大と経緯度の有効性、さらには気候や地形の把握といったことが行われたが、現代の科学的な地理学からすれば単なる地域の記載に終わっているといえる。というのも、まだ地理学を科学的に分析し、解明するほどに自然科学が発達していなかったためであった。したがって大航海時代の特徴は、ヨーロッパ人の地理的知識の拡大に終わり、地理学の学問的発展にはあまり寄与できなかったということになる。

## 科学的地理学の萌芽
地理上の発見がなされた大航海時代に、ヨーロッパ人は大幅な地理的な知識は得たものの、それを学問上で後押しするだけの科学技術は後の17・18世紀まで待たねばならなかった。17世紀以降、自然科学はかつてないほど著しく発展していった。当時のコスモグラフィー的な著作は、単なる地誌の記述に終わっており、さら地表の現象における神の摂理について記述するなど、科学的なスタンスからはかけ離れていったことも相まって徐々に姿を消した。
科学が発展してきた17世紀以降、地表の気象や地形などの多様な自然現象は決して個々の独立した現象ではなく体系的に解明・理解され得るものであり、地理学はこうした科学的な解明を行う学問を目指すべきだという考え方がなされるようになった。その代表格は、オランダ人のワレニウスである。彼の著作『一般地理学』は、こうした理念の下、地理学の下に海洋学、気候学などを位置づけることを想定していた。こうして古代より停滞していた一般地理学の理論構築が再び模索されるようになった。しかしワレニウスの没後、彼の考えを受け継ぐものが現れず、地理学は再び停滞した。
また、この時代の他の実績として、スネリウスによる三角測量の発明が挙げられる。また、学問の細分化が進み、自然科学が目覚ましく発展した時期でもある（ニュートンなどが現れたのも、この時期である）。こうした自然科学の発展とそれに伴う測定機器の発展は、後の地理学発展の下地になっていった。
一時期停滞していた地理学の歴史を動かしたのは、哲学者でもあるイマヌエル・カントである。彼はケーニヒスベルク大学で地理学を講じ、「地理学はそこに山があり、そこに川があるのを決して神の摂理とするのではなく、科学的に解明され得るものとしなくてはならない」と説いた。
しかし、このような精神で地理学を論ずるものは少なく、この時代の多くの地理書は、知らない土地の自然の不思議な現象を興味本位に書き立てたり、地理学とはおおよそ関係ないその土地の歴史や政治制度を記載してあったり、それを元にしたあまり正確ともいえない考察がされていたりしていた。
またこの時代は、地質学など近接分野にも目覚しい発展が見られ地理学に影響を与えたのも見逃せない。このように、地理学が近代学問としてその姿を見せるようになったのであるが、それを決めるのは19世紀のフンボルトとリッターという人物の出現を待たないくてはならない。また、地理学が近代的な姿になるのは、現代でいう自然地理学の分野によってである。人文地理学に光が当てられるのも、19世紀に入ってからである。

## 近代地理学の成立
現在見られる地理学の内容の大半は、近代以降に作られた。この近代地理学の成立を促したものは、古代以来徐々に拡大し、大航海時代に世界中に拡大された世界観、あるいは各地の地理の知識のほかに、物理学や天文学、数学など自然科学の発達とそれに伴う観測機器の発達が挙げられる。近代以前では、地誌のような知識は集積されても、それを科学的に分析・把握するという行為は、ワレニウスなどがその先見的な理論を提示しても、技術の未発達さからそれがしたくてもできようがなかったのであろう。したがって、地理学は現代から見れば地表空間の記述がその目的であり、それ以上の可能性を見出すのは難しかったのである。

### アレクサンダー・フォン・フンボルト

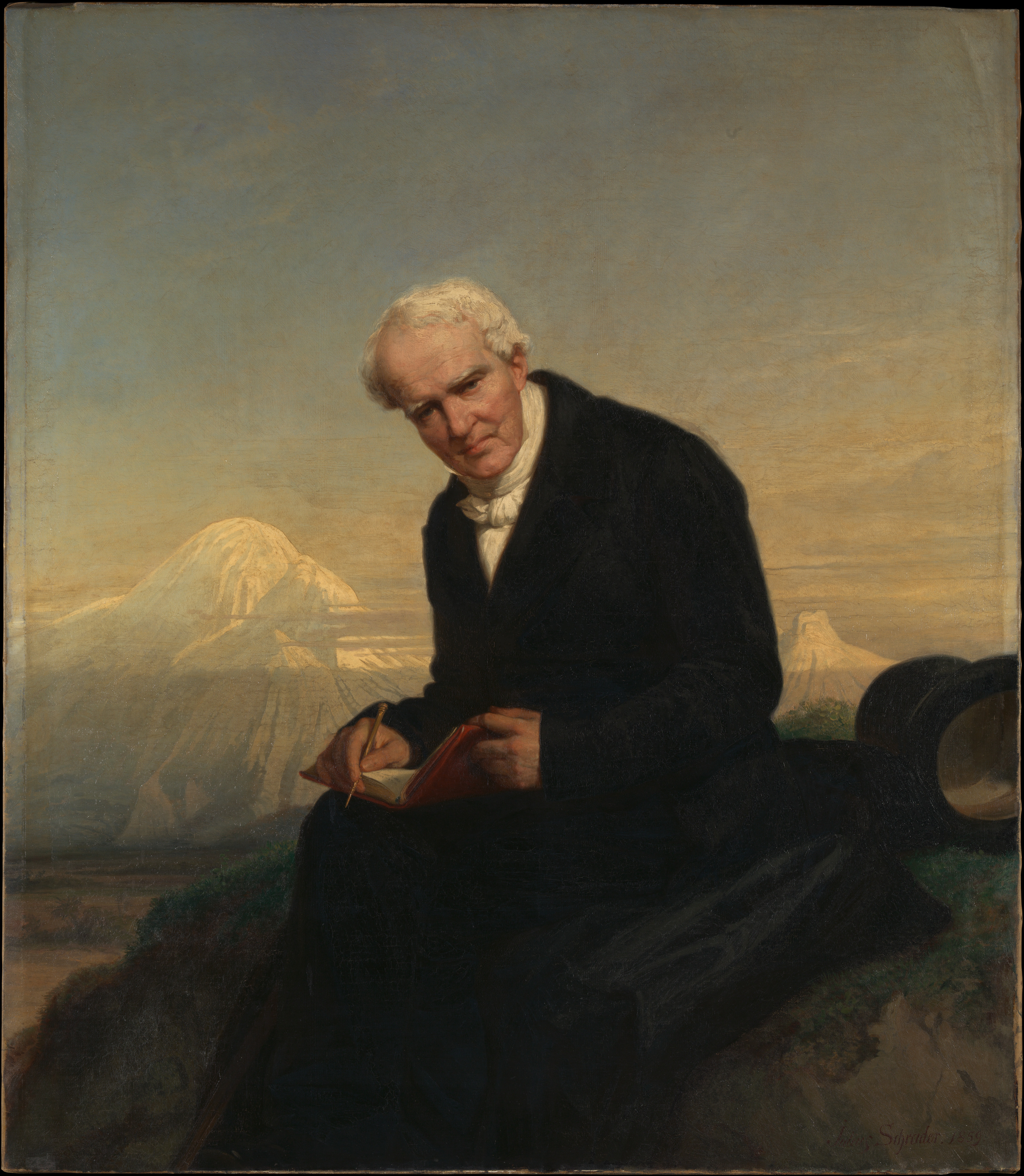
近代地理学の父。A. フンボルト。兄も言語学者として高名である。

このような状況にして、それまで自然も含めて単なる地誌の記述が目的であった地理学に多くの課題と見方を提示した人物がドイツ人のアレクサンダー・フォン・フンボルトである。カール・リッターと並び、19世紀において地理学の多くを育んだのはドイツであった。フンボルトは、現在世界中の地理学界から近代地理学の父としてその業績が称えられている(しかし、彼は第一に博物学者であり、探検家であり、地理学者としての顔が決して第一位ではないことには注意されたい)。彼は、探検家・博物学者として南米のほか、世界の各地を旅行し、科学者の目で詳細に調査を行いその様子を記載した。90年の生涯で多数の著作を書き、当時のドイツのアカデミックに多大な影響を与えた。
フンボルトは、地表に関する様々な自然現象を、決して単一な現象ではなく、様々な相互関係としてみることが何より重要だとした。つまり地理学者の目的は、植物を植物学者として見るのではなく、また地質を地質学者として見るのではなく、これらの現象の内的連関を見ることだとした。フンボルトは、地理学のみならず自然科学の観察方法に革新的な影響を与え、気候と地形、植生、さらには民族や歴史までもがその内的連関によって結びついており、その因果性の追求を的確に表現しようとした。この因果性の追求こそが、他の地域との差を見ることが可能なのであり、その追求方法でもある観察方法に、地形断面図や、等温線図、気圧の測定方法など当時の先端の技術を駆使した方法を普及させた。これにより、各地の違いを比較考察することが客観的にできるようになった。つまり、フンボルトは各地の事象の因果性の追究というローカルな視点での業績と、それを一般法則化し、その法則を様々な地点に当てはめて客観的な視点から各地域ごとの比較研究を行うという地表面全体に関しての業績という二つの大きな業績を残したことになる。これにより、古代から別々に発達した地域地理学の部門と一般地理学の部門との間にあった壁が取り払われたのであった。この時点で現在我々が接している近代地理学の原理が出発したのである。
こうした一連の業績は、植生にしろ、気候にしろそれまで単なる無機的な科学的な知識の寄せ集めだったものを有機的な連関のものへと変えた。また、地形断面図や等温線図の原理は、現在の地理学でも直接的に有効な手段として認識・利用されている。
こうした基本精神、つまり事象の内的連関の追求というスタンスは現在の地理学にも受け継がれているといえる。例えば、地形を見るのにも、単に地形を見るにとどまらず、気候や地質なども目を向け地形を成立させている因果性を探るというのが地理学のスタンスで、したがって地形以外にも気候や地質などへの理解が要求されるのである。地形のその物理的な営力に着目して専らそのメカニズムを探る地球科学のスタンスとはこの点で異なるといえる（しかし、現在の高度に発達した自然科学の世界では、実際的に学術成果を挙げるには差異はあまり見られなくなった。例えば地形の分野では地理学者も地質学の領域への関心・理解は必然的に求められているからである）。
しかし、フンボルトは博物学者で探検家であり、自身に地理学者という自覚は比較的希薄だったと言われている。フンボルトを「近代地理学の父」に仕立てのは後年の地理学史家たちの成果であるが、いずれにせよ、地理学の歴史の上でフンボルトほど評価されている人物は他にいない。

### カール・リッター

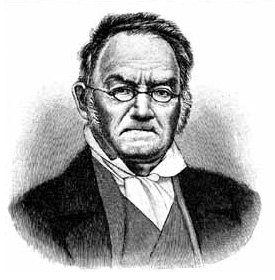
カール・リッター

自身に地理学者としての自覚が大きかったのは、フンボルトよりもカール・リッターのほうであろう。彼は、世界で初めて設立されたベルリン大学の地理学講座（講義としてではなく、専門人としての地理学者を養成するコース）を担当し、世界で初めて設立された地理学の学術団体「ベルリン地理学協会」の初代会長を没するまで務め、学問として地理学の整備に尽力した。彼は、フンボルトに影響されつつも、彼の自然地理学に対して特に人文地理学方面の確立に努めた。各地の地誌を比較考察し、徹底的な資料の収集と吟味により、単なる表面的な地誌の寄せ集めであった地誌学の分野を科学的な地理学の一分野として高めたのはリッターの功績である。また地理学の領域を大地に限定し、大地と人類との関係に重きを置き、その関係の奥に「神の手」を認める、哲学的な地理学のスタンスでも有名で、地表面と人間との関係を目的論的な態度で見たのもリッターの態度であることにも留意する必要がある。というのも、この考えが暫くドイツの地理学界の基本スタンスとして影響されていったからである。他に、前述のベルリン地理学協会の設立にも力を尽くし、個々になりがちであった地理学者や地理学の成果の連携・交流に多大な貢献をしたことも重要である。
また、この時代、経済学や社会学、地質学や気象学など近接学問分野も、様々な先駆者により近代化が図られた時代でもあった。地理学もそうした時代の流れに沿い、二人の巨人によって近代化がなされた。こうした近接学問分野との連携を実際に図るのは、両方の学問体系が整備された19世紀後半になる。

### 19世紀後半 - 20世紀前半の地理学
1859年、近代地理学の確立に努めたフンボルトとリッターの二人の巨匠が相次いで他界した。彼らの功績が大地に根に張るのは19世紀後半まで待たなくてはならない。というのも、彼らが築いた近代地理学の理論が実践されるには技術面・制度面が未熟であったからである。この時代は、各種系統地理学の発達のほかに世界各国へ近代的な地理学が移入されたこと、各国で地理学の学術団体が発達したことが挙げられる。いずれも、現在見られる地理学の根本になっていることである。
この時代には、各地の交通網の発達、資本主義の発達など世界規模で近代化が進行した（日本に明治維新がおこったのもこの時期である）。特に交通網の発達は地理学の関心を増幅させた。アフリカやアジア方面への行き来が容易になったからである。この時期にはオーストラリア大陸も一般に知られ、それまで神の領域とされていたアジア・アフリカ大陸の内陸部までも探検され、現在持たれている地理的な認識とほぼ同じになった（つまり、地球上のすべての範囲が把握されたのである）。またこの時期植民地という名の下でヨーロッパの列強諸国がアジアへ進出したのは、地理学の影響も少なからずある。既にリッターがベルリン大学で地理学を講じていた頃から軍人を相手に士官学校での地理学の講義も行われ、軍事学の一分野としても関心が持たれていたのである。観点よっては、地図の読図や、地理学的知識の修得は敵国の様子を把握する軍事的な重要な手段でもあったからである。このスタンスは、第二次世界大戦期まで日本も例外ではなく、世界各国で見られたことである。特に政治地理学ないしは地政学という分野にこの軍事侵略的な色合いが強かった。特に第二次世界大戦時のドイツにおいて、ナチスの理論の正当化にこの分野が利用され、戦後暫くこの両分野は一種のタブーになっていたことも事実である。
19世紀後半はドイツで興った近代地理学の波がヨーロッパをはじめ世界各国へ移入された。フンボルトは博物学者であったので、彼の直接的影響を受けていったのは、植物学や博物学方面であり、地理学への影響を長く引くことはなかった。それに対しリッターは根っからの地理学者であり、地理学の制度作りにも熱心であったので、彼からの影響が後の世の地理学の土台となった。19世紀後半以降地理学は多くはこのリッターから直接的・間接的に影響を受けた人物が作り上げた。特に彼らはリッター学派とも呼ばれている。しかし、リッターの後、業績を残す人物が出るのには少し時間がかかった。
まずドイツでは、フェルディナント・フォン・リヒトホーフェン、アルフレート・ヘットナーやフリードリヒ・ラッツェル、オットー・シュリューターが挙げられる。リヒトホーフェンは近代的な地形学の分野とシルクロードの発見に業績があり、地理学協会の会長を務めた。アルフレート・ヘットナーは、その鋭い視点と卓越した文章で地理学方法論や制度論を論じ19世紀後期から20世紀前半の世界的な地理学理論のリーダーとなった。フリードリッヒ・ラッツェルは、地理学を人類と大地の関係を説く学問と見て、環境が人間のあり方を規定するという環境決定論を説いた（彼は政治地理学の創始者でもある）。オットー・シュリューターは人文地理学のあり方を説いた。この時代のドイツでは、ラントシャフト（Landschaft、景観）の概念で論争にもなった。
フランスにはヴィダル・ドゥ・ラ・ブラーシュやエマニュエル・ドゥ・マルトンヌが現れた。ブラーシュは環境可能論の立場から人文地理学を説き、環境は人間の活動を規定するのではなく単に可能性を与えるに過ぎないという考えを表明し、この考えは現代地理学の主流となっていった。マルトンヌは「地理学の歴史」を示し鋭い観点から地理学を考察した。また本業である気候学の分野でも著名である。1821年には世界最古の地理学会であるパリ地理学会が発足した。
アメリカでは、アメリカ地理学協会 (AGS) ・アメリカ地理学会 (AAG) が作られ、デービスらが現れた。特に系統地理学の研究が盛んになり、20世紀の地理学を次第にリードしていくこととなった。
日本では、近代化の波に乗って地理学が移入された。地理学科を作ったのは、京都帝国大学の小川琢治や東京帝国大学の山崎直方で、彼らは日本における地理学の父として知られている。また、山崎直方は日本地理学会を作った。また、内村鑑三や牧口常三郎（創価学会の創設者）など在野での地理研究も重要である。
この時代は、近接諸学問の発展と連関して、経済地理学や社会地理学、都市地理学、気候学、地形学など各種系統地理学が相次いで整備されていき、地理学のテーマ内容が多様化されていく時代でもあった。この系統地理学はもちろん現在でも研究されているものである。また各地に学会ができ、各研究者の成果を共有できたことも大きい。
このように、近代化によって系統地理学が整備されていき、20世紀の後半を迎えるのであるが、この時期に特に人文地理学で記述的な地理学に大きな変化が見られるようになる。つまり、より具体的かつ客観的な証明のための数値データというものが導入されていくのである。この流れは「計量革命」と呼ばれ、1950年代のアメリカで起きて世界中に革命的に広がったものであった。

## 計量革命
アメリカを原点に1950年代から普及し始めたコンピュータと整備されていた統計データを背景に、計量データから地理学的な空間分析を行う手法が試みられるようになった。この動きはワシントン大学の研究グループらによって始まり、やがて全米中に知られるようになった。この動きは、こうした計量地理学への受け入れづらさや批判的な部分も含めて、地理学の方法論上で一大センセーションを巻き起こし、米国から世界中へ「革命的」に普及した。こうした動きは計量革命と呼ばれている。フンボルトらによる近代地理学の成立以来のパラダイムシフトということで、「第二の革命」や「第二の波」とも呼ばれるほどの地理学上での一大変節点であった。この波は近年まで世界中を席巻し、現在では地理学研究においてのウエイトはかなりのものといえる。

## 現在
現在では、地理学は環境問題やGISの検討など時代のニーズにあわせて多様化している。また経済学や社会学、気象学など近接学問分野なども、従来のディシプリン的な研究を超えた新しい領域の開拓などもが試みられており、地理学もこうした諸分野との提携も欠かすことができなくなってきた。しかし、こうした動きは地理学独自の見方や領域というものの意義について考える必要が大きくなってきたことも意味する。現在はそのような他の学問との連携や兼ね合いの部分で地理学はどのような主張ができるのか検討されている時期といえる。